# 皮德吉爾涅 (丘托韋區)
49°47′1″N 34°59′14″E / 49.78361°N 34.98722°E
皮德吉爾涅（烏克蘭語：Підгірне），是烏克蘭中部的村莊，隸屬波爾塔瓦州的波爾塔瓦區。該村處於斯溫基夫卡河畔，距離尼科諾里夫卡1.5公里，海拔高度120米，2001年人口158。